# تیوتپا
تیوتپا (به انگلیسی: ThioTEPA)
رده درمانی: داروی آلکیله‌کننده
اشکال دارویی: آمپول

## موارد مصرف
مصرف این دارو در نئوپلازیهای خونی مانند بیماری هوچکین، لنفوم و تومورهای توپر مانند کانسر آدنوکارسینوم پستان، تخمدان، ریه، تومور پاپیلاری مثانه و افوزیون (ترشحات) ناشی از تومور بدخیم میباشد .

## مکانیسم اثر
یک ترکیب ارگانوفسفره است که با اتصال دوجانبه به رشته‌های DNA، مهارکننده رونویسی DNA است.

## عوارض جانبی
دستگاه عصبی مرکزی: گیجی، سردرد.
خونی: پان‌سیتوپنی ، ترومبوسیتوپنی، لکوپنی.
گوارشی: تهوع، استفراغ، بی‌اشتهائی، استوماتیت.
ادراری‌تناسلی: هیپراوریسمی، هماچوری، آمنوره، آزواسپرمی
پوستی: راش، خارش.